# 9lives
『9lives』（ナインライブス）は、中川翔子の4枚目のアルバム。2014年4月2日にSony Music Recordsから発売。

## 概要
3年半ぶりのニューアルバム。完全生産限定盤＜CD＋DVD＋豪華ブックレット（イラスト・エッセイ等）＋オリジナルグッズ（Tシャツ）＋豪華BOX仕様＞、初回生産限定盤＜CD＋DVD＞、通常盤＜CDのみ＞の3形態で発売。
「9lives」の由来は「A cat has nine lives. 猫に九生あり」という猫には9つの命があり何度も生まれ変わるという迷信から。猫はしぶとく容易に死なないという意味。
13曲目の「愛いっぱい、せいいっぱい」は4年ぶりに作詞した曲で愛猫マミタスに対しての曲。
14曲目の「ラスト・ウィッシュ‐同じ色のクリスマス‐」は父・中川勝彦のカバー。レコーディングにはCharが参加。
DVDにはファンから募集した9999匹の猫が登場する「9lives」のPVと2013年5月5日収録の『TOKYO SHOKO☆LAND 2013～夢と魔法と貪欲の世界～＠舞浜アンフィシアター』と10月6日収録の『混沌Zツアー＠Zepp Sapporo』のライブの一部を収録。

## 収録トラック
CD
1. Miracle a Go! Go! – 4:05
作詞：岩里祐穂 / 作曲・編曲：黒須克彦
2. 9lives – 4:59
作詞：岩里祐穂 / 作曲・編曲：重永亮介
3. さかさま世界 – 4:18
作詞：岩里祐穂 / 作曲：伊藤賢治 / 編曲：シライシ紗トリ
ニンテンドー3DS『パズドラZ』主題歌
4. 続 混沌 – 4:21
作詞：岩里祐穂 / 作曲・編曲：シライシ紗トリ
プラウザゲーム『千年勇者 〜時渡りのトモシビト〜』イメージソング
5. 白いチョウの夢 – 4:05
作詞・作曲：杉山勝彦 / 編曲：杉山勝彦・有木竜郎
6. イイヨね – 4:19
作詞・編曲：田村歩美 / 作曲：池住祥平
7. Seven Seas Romance – 4:23
作詞：千秋 / 作曲・編曲：黒須克彦
8. millefeuille nights – 4:31
作詞：meg rock / 作曲：YOFFY / 編曲：大石憲一郎
テレビアニメ『LINE TOWN』エンディングテーマ
9. 誰にも言えないキスのあと – 3:27
作詞：いしわたり淳治 / 作曲：杉山健太郎 / 編曲：松隈ケンタ
10. chocolat chaud – 4:28
作詞：meg rock / 作曲：YOFFY / 編曲：大石憲一郎
映画『マザー』の主題歌[2]
11. ヌイグルマーZ – 3:53
作詞：大槻ケンヂ / 作曲：NARASAKI / 編曲：特撮
映画『ヌイグルマーZ』主題歌
12. Once Upon a Time -キボウノウタ- – 4:09
作詞：岩里祐穂 / 作曲・編曲：シライシ紗トリ
海外ドラマ『ワンス・アポン・ア・タイム』（NHK BSプレミアム）日本版エンディングテーマ
13. 愛いっぱい、せいいっぱい – 5:25
作詞：中川翔子 / 作曲：ISEKI（from キマグレン） / 編曲：シライシ紗トリ
14. ラスト・ウィッシュ‐同じ色のクリスマス‐ – 5:21
作詞：中川勝彦 / 作曲：中川勝彦・Char / 編曲：湯浅篤

初回生産限定盤付属DVD
1. 9lives -Music Video-
2. 星に願いを
3. 綺麗ア・ラ・モード
4. Discovery
5. 心のアンテナ
6. snow tears
7. みつばちのささやき
8. 午前六時
9. 続 混沌
10. さかさま世界
11. 9lives